# 夜を忘れなさい/97-03
『夜を忘れなさい/97-03』（よるをわすれなさい 97-03）は、NYANTORAの3枚目のアルバムであり、ボックス・セット。2006年1月27日、NOON RECORDSより発売。

## 解説
SUPERCARのフロントマンであった中村弘二のソロプロジェクト・NYANTORAの集大成となるボックスセット。
本作は3枚目のアルバム「夜を忘れなさい」と、過去発表した2枚のアルバム（「99-00」「Cosmos」）に、ボーナストラックとして未発表音源を各15曲ずつ追加収録し、セットにしたもの。この形態でのリリースに関して中村は「SUPERCARが終わったから、終わりにしようと思った。それである種のピリオド的なことを考えると、BOXにまとめたほうが簡単だと思った」と語っている。
またボーナストラックに関しては、カセットテープやMD、デモテープなどの音源をそのまま収録している。選曲基準は中村曰く「曲になっているもの、くだらないおもしろさが詰まっているもの」であるという。上記のようにデモの音源をそのまま収録しているので、音質の悪いもの（特にカセットテープに入っているもの）は収録を断念した。
本作メインとも言える「夜を忘れなさい」は、元々2003年に作られたものであった。ネット販売の計画もあったが、諸々の事情でお蔵入りになっていた。「『音』を『音楽』に置き換える」というコンセプトのもと作られた。そのためこの作品には「曲」というものが入っておらず、「音」を基調としたインスト作品に仕上がっている。
当初、作品のタイトルは『夜よさようなら』（手塚治虫の同名漫画より）であった。このタイトルが決まりかかっていたが、ある時、中村がたまたまテレビを見ているときにジム・モリソンが詩を朗読している映像が流れ、その詩の一節に「Forget the night (=夜を忘れなさい)」というフレーズがあり、「こっちの方が自分の心境にあっている」という理由で現在のタイトルに変更された。
発売時、特に限定とアナウンスされたわけではないが、現在は生産終了している。
このアルバムの発売をもって、NYANTORAは完結し、活動を終えた。その後中村は、新たなソロプロジェクト「iLL」として活動を行っていくこととなる。

## 収録曲

### Disc 1　「夜を忘れなさい」
1. ノスタルジア (2:47)
2. 蓮の花 (0:56)
3. 幻想呼吸 (1:50)
4. 無muu (1:55)
5. スケッチ1 (0:37)
「スケッチ1」および「スケッチ2」は、中村が鍵盤の上で寝転んで出した音を収録している。
6. イルカとカタツムリ (2:29)
7. 数字ゲーム (1:43)
8. コラージュ (0:57)
9. スケッチ2 (0:54)
10. 夢世界イントロ (0:14)
11. 夢世界 (1:40)
「夢世界イントロ」「夢世界」の2曲は繋がって収録されている。元々1曲だったのだが、偶然にもMDに入れるときに勝手に分割されてしまっていた。しかし、「面白いから」という理由でそのまま収録された[2]。
12. ドア (2:04)
13. 夜を忘れなさい (2:56)

全作曲・編曲：中村弘二
- なお、Disc 1にはエンハンスドCD仕様で「2001」「TAITAN」のPVが収録されている。

### Disc 2　「99-00」
1. 2001 (3:04)
2. PANTOS (3:36)
3. THE SUN (3:38)
4. SHINING (3:32)
5. END (3:57)
  - 以下はボーナストラック
6. THE SPACE (1:27)
1997年録音。バンドデビュー前の音源。
7. AOOOM (2:06)
1999年録音。「99-00」未発表音源。
8. X-RAY (2:50)
1999年録音。「99-00」未発表音源。
9. ROS AT THE OPERA (1:58)
1997年録音。バンドデビュー前の音源。
10. FREESTYLE (4:06)
1999年録音。SUPERCARのアルバム「Futurama」デモテープ用に制作された音源。
11. JESUS COME BACK TO ME (1:44)
1997年録音。バンドデビュー前の音源。
12. DROP (3:22)
1999年録音。「99-00」未発表音源。
13. TERA (3:50)
2000年録音。詳細不明。
14. 2000BEATBOX (4:35)
2001年録音。詳細不明。
15. コインランドリー (3:13)
1997年録音。バンドデビュー前の音源。
16. TRONT (3:34)
1999年録音。「99-00」未発表音源。
17. SUNFLOWER (4:24)
1999年録音。SUPERCARのアルバム「Futurama」デモテープ用に制作された音源。
18. ZAP!!! (2:38)
2001年録音。SUPERCARのアルバム「HIGHVISION」デモテープ用に制作された音源。
19. TRACK AND FIELD SOUND (3:47)
2001年録音。「Cosmos」未発表音源。後にSUPERCARのオフィシャルサイトのBGMとして使用された。
20. ENJOY YOUR SILENCE (2:53)
1999年録音。SUPERCARのアルバム「Futurama」デモテープ用に制作された音源。

全作曲・編曲：中村弘二

### Disc 3　「Cosmos」
1. WAVE (4:11)
2. TAITAN (3:31)
3. BACK TO THE SPACE (3:30)
4. JUPITER (3:58)
5. S.MOON (2:44)
6. SQUARE SPACE (4:14)
  - 以下はボーナストラック
7. UOOP (1:02)
2003年録音。「夜を忘れなさい」未発表音源。
8. GROUNDZERO (4:24)
2002年録音。「Cosmos」未発表音源。
9. PEPE (1:03)
2002年録音。「夜を忘れなさい」未発表音源。
10. NEONSIGN (3:20)
2002年録音。制作を断念したアルバム「FANTASY」のデモテープ音源。「Cosmos」制作前に作っていたが、中村曰く「飽きてしまった」とのこと。このデモ音源が元となり、SUPERCARのアルバム「HIGHVISION」が作られた[2]。
11. DEAD SEA (1:51)
2002年録音。「Cosmos」未発表音源。
12. FAIRYLAND (2:26)
2002年録音。制作を断念したアルバム「FANTASY」のデモテープ音源。
13. UNTITLED SONG (2:09)
2003年録音。SUPERCARのアルバム「ANSWER」デモテープ用に制作された音源。
14. MEEEEEEE (1:03)
2003年録音。「夜を忘れなさい」未発表音源。
15. THE HOUSE OF HOLY (4:21)
2003年録音。SUPERCARのアルバム「ANSWER」デモテープ用に制作された音源。
16. KIDS (3:26)
2002年録音。制作を断念したアルバム「FANTASY」のデモテープ音源。
17. FEEEEEEL (1:04)
2003年録音。「夜を忘れなさい」未発表音源。
18. FANTASY WORLD (3:53)
2002年録音。制作を断念したアルバム「FANTASY」のデモテープ音源。
19. KAMI (1:04)
2003年録音。詳細不明。
20. 2001BEATBOX (3:42)
2002年録音。「Cosmos」未発表音源。
21. BUTTERFLY (2:02)
2003年録音。詳細不明。

全作曲・編曲：中村弘二